# Campeonato Asiático de Atletismo de 2019 - 200 m feminino
A prova dos 200 metros feminino do Campeonato Asiático de Atletismo de 2019 foi disputada entre os dias 23 e 24 de abril de 2019 no Estádio Internacional Khalifa em Doha, no Catar. 

## Recordes
Antes desta competição, os recordes mundiais e do campeonato nesta prova eram os seguintes:
|                       | Nome                     | Nacionalidade  | Tempo  | Local   | Data                   |
| --------------------- | ------------------------ | -------------- | ------ | ------- | ---------------------- |
| Recorde mundial       | Florence Griffith-Joyner | Estados Unidos | 21s 34 | Seul    | 29 de setembro de 1988 |
| Recorde do campeonato | Damayanthi Darsha        | Sri Lanka      | 22s 84 | Jacarta | 2000                   |
| Recorde asiático      | Li Xuemei                | China          | 22s 01 | Xangai  | 22 de outubro de 1997  |

Os seguintes recordes foram estabelecidos durante esta competição:
| Data        | Evento  | Atleta          | Nacionalidade | Tempo  | Notas                 |
| ----------- | ------- | --------------- | ------------- | ------ | --------------------- |
| 23 de abril | Bateria | Salwa Eid Naser | Bahrein       | 22s 84 | =                     |
| 24 de abril | Final   | Salwa Eid Naser | Bahrein       | 22s 74 | Recorde do campeonato |

## Medalhistas
| Ouro                  | Prata                | Bronze            |
| Salwa Eid Naser (BHR) | Olga Safronova (KAZ) | Dutee Chand (IND) |

## Cronograma
Todos os horários são locais (UTC+3)
| Data        | Hora  | Evento  |
| ----------- | ----- | ------- |
| 23 de abril | 18:22 | Bateria |
| 24 de abril | 17:30 | Final   |

## Resultados

### Bateria
Qualificação: 2 atletas de cada bateria  (Q) mais os  2 melhores qualificados (q). 
Vento:
Bateria 1: +1.0 m/s, Bateria 2: +0.6 m/s, Bateria 3: +2.3 m/s 
| Posição | Bateria | Atleta                   | Nacionalidade | Tempo | Notas                |
| ------- | ------- | ------------------------ | ------------- | ----- | -------------------- |
| 1       | 2       | Salwa Eid Naser          | Bahrein       | 22.84 | Q, =                 |
| 2       | 2       | Olga Safronova           | Cazaquistão   | 22.98 | Q, {{SB}             |
| 3       | 3       | Dutee Chand              | Índia         | 23.33 | Q                    |
| 4       | 2       | Nigina Sharipova         | Uzbequistão   | 23.43 | q,                   |
| 5       | 1       | Ge Manqi                 | China         | 23.46 | Q,                   |
| 6       | 3       | Kong Lingwei             | China         | 23.51 | Q                    |
| 7       | 1       | Edidiong Odiong          | Bahrein       | 23.53 | Q,                   |
| 8       | 2       | Anna Bulanova            | Quirguistão   | 23.55 | q,                   |
| 9       | 3       | Kristina Marie Knott     | Filipinas     | 23.73 |                      |
| 10      | 1       | Veronica Shanti Pereira  | Singapura     | 23.96 |                      |
| 11      | 3       | Gulsumbi Sharifova       | Tajiquistão   | 23.99 |                      |
| 12      | 1       | Danah Hussein Al-Khafaji | Iraque        | 24.02 | Recorde da temporada |
| 13      | 3       | Lê Tú Chinh              | Vietname      | 24.06 |                      |
| 14      | 1       | Miku Yamada              | Japão         | 24.09 |                      |
| 15      | 2       | Aziza Sbaity             | Líbano        | 24.25 | Recorde pessoal      |
| 16      | 3       | Naoka Miyake             | Japão         | 24.36 |                      |
| 17      | 1       | Asra Sahibe              | Paquistão     | 24.71 | Recorde pessoal      |
| 18      | 2       | Mudhawi Al-Shammari      | Kuwait        | 24.99 | Recorde nacional     |
| 19      | 2       | Nguyễn Thị Oanh          | Vietname      | 25.07 | Recorde da temporada |
| 20      | 1       | Poon Hang Wai            | Hong Kong     | 25.12 | Recorde da temporada |
| 21      | 3       | Ola Baajour              | Líbano        | 25.96 |                      |
| 22      | 3       | Shohagi Akter            | Bangladesh    | 26.21 |                      |
| 23      | 1       | Hanin Thabit             | Iêmen         | 28.31 | Recorde pessoal      |
| 24      | 2       | Dima Daralshikh          | Palestina     | DNS   |                      |

### Final
Vento: +1.2 m/s
| Posição           | Raia | Atleta           | Nacionalidade | Tempo | Notas                |
| ----------------- | ---- | ---------------- | ------------- | ----- | -------------------- |
| Medalha de ouro   | 4    | Salwa Eid Naser  | Bahrein       | 22.74 | ,                    |
| Medalha de prata  | 5    | Olga Safronova   | Cazaquistão   | 22.87 | Recorde da temporada |
| Medalha de bronze | 7    | Dutee Chand      | Índia         | 23.24 | Recorde da temporada |
| 4                 | 8    | Edidiong Odiong  | Bahrein       | 23.24 | Recorde da temporada |
| 5                 | 2    | Nigina Sharipova | Uzbequistão   | 23.29 | Recorde da temporada |
| 6                 | 6    | Ge Manqi         | China         | 23.34 | Recorde da temporada |
| 7                 | 9    | Kong Lingwei     | China         | 23.42 |                      |
| 8                 | 3    | Anna Bulanova    | Quirguistão   | 23.70 |                      |

Legenda
| Recorde mundial       | Recorde mundial (World record)               |                       | Recorde africano                      | Recorde africano (African) |                                           | Q | Classificado por posição (Qualified) |
| Recorde do campeonato | Recorde do campeonato (Championship record)  | Recorde da América    | Recorde da América (Americas)         | q                          | Classificado por melhor tempo (Qualified) |   |                                      |
| Melhor marca do ano   | Melhor marca do ano (World leading)          | Recorde asiático      | Recorde asiático (Asian)              | DNS                        | Não largou (Did not start)                |   |                                      |
| Recorde nacional      | Recorde nacional (National record)           | Recorde europeu       | Recorde europeu (European)            | DNF                        | Não terminou (Did not finish)             |   |                                      |
| Recorde pessoal       | Recorde pessoal do atleta (Personal best)    | Recorde da Oceania    | Recorde da Oceania (Oceania)          | DSQ / DQ                   | Desclassificado (Disqualified)            |   |                                      |
| Recorde da temporada  | Recorde da temporada do atleta (Season best) | Recorde sul-americano | Recorde sul-americano (South America) | NM                         | Sem marca (No mark)                       |   |                                      |